# Inverness
Inverness (/ɪnvərˈnɛs/ ⓘ; từ tiếng Gael Scotland: Inbhir Nis [iɲɪɾʲˈniʃ], nghĩa là "cửa sông Ness") là một thành phố tại vùng Cao nguyên Scotland. Đây là trung tâm hành chính của hội đồng khu vực Cao nguyên, và được xem là thủ phủ vùng Cao nguyên Scotland. Inverness nằm gần hai điểm chiến địa: trận Blàr nam Fèinne thế kỷ 11 chống lại Na Uy diễn ra tại The Aird và trận Culloden thế kỷ 18 diễn ra tại Culloden Moor. Nó là thành phố tọa lạc xa nhất về phía bắc của Vương quốc Liên hiệp Anh, nằm trong Đại Glen (Gleann Mòr) và cực đông bắc thành phố là nơi sông Ness chảy vào Moray Firth. Vị vua Mac Bethad Mac Findláich (MacBeth), người mà vụ ám sát bởi vua Duncan đã được bất tự hóa trong vở kịch Macbeth của Shakespeare, sở hữu một lâu đài trong thành phố, nơi ông trị vì như Mormaer của Moray và Ross.
Dân số Inverness tăng từ 40.949 năm 2001 lên 46.870 năm 2012. Khu vực Đại Inverness, gồm Culloden và Westhill, có dân số 59.910 năm 2012. Đây là một trong những thành phố phát triển nhanh nhất châu Âu, với một phần tư dân số vùng Cao nguyên sống bên trong hoặc xung quanh nó. Inverness xếp thứ năm trong số 189 thành phố tại Vương quốc Liên hiệp về chất lượng cuộc sống, cao nhất trong các thành phố Scotland.